# كلاج

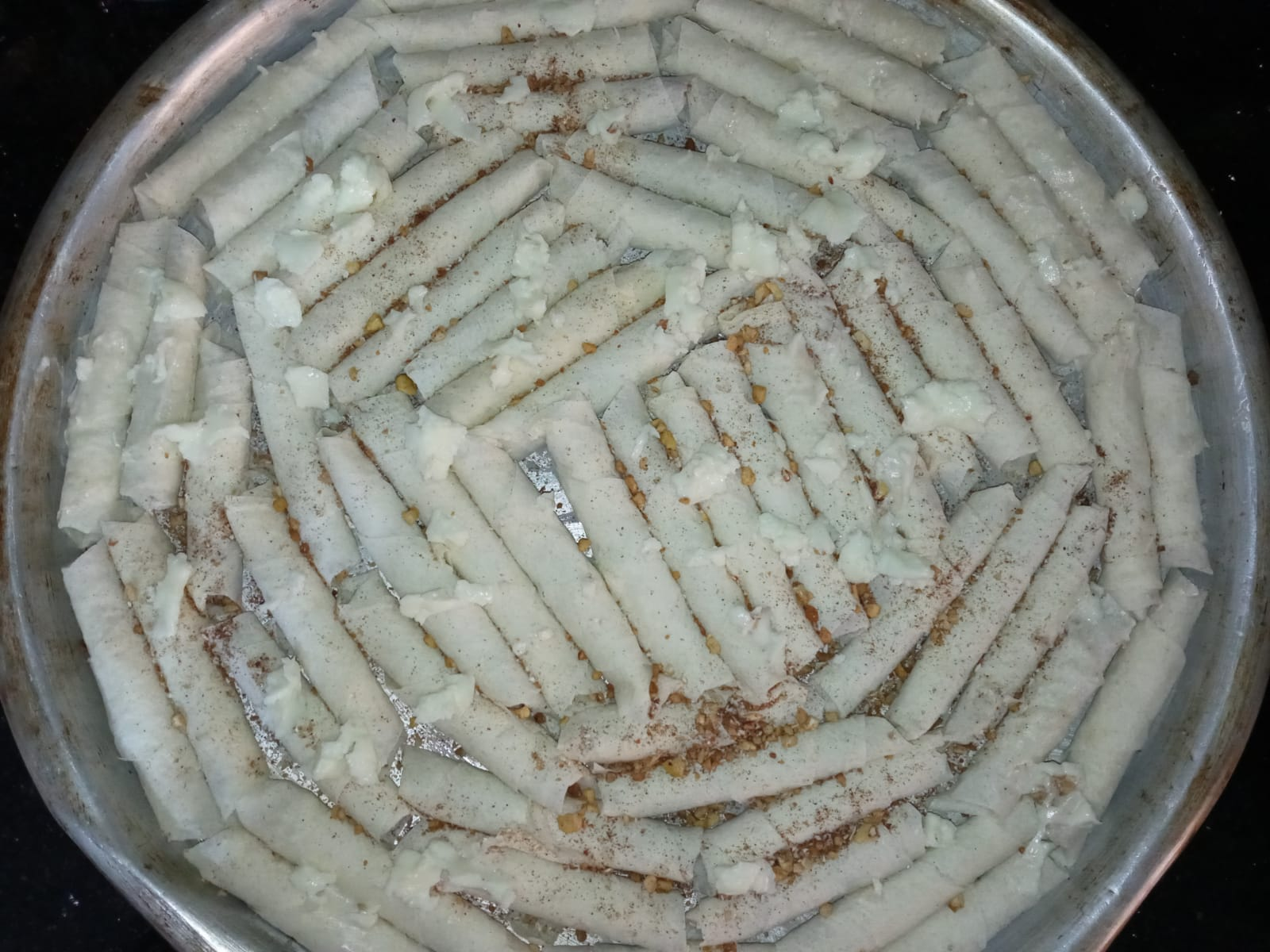
كلاج فلسطيني

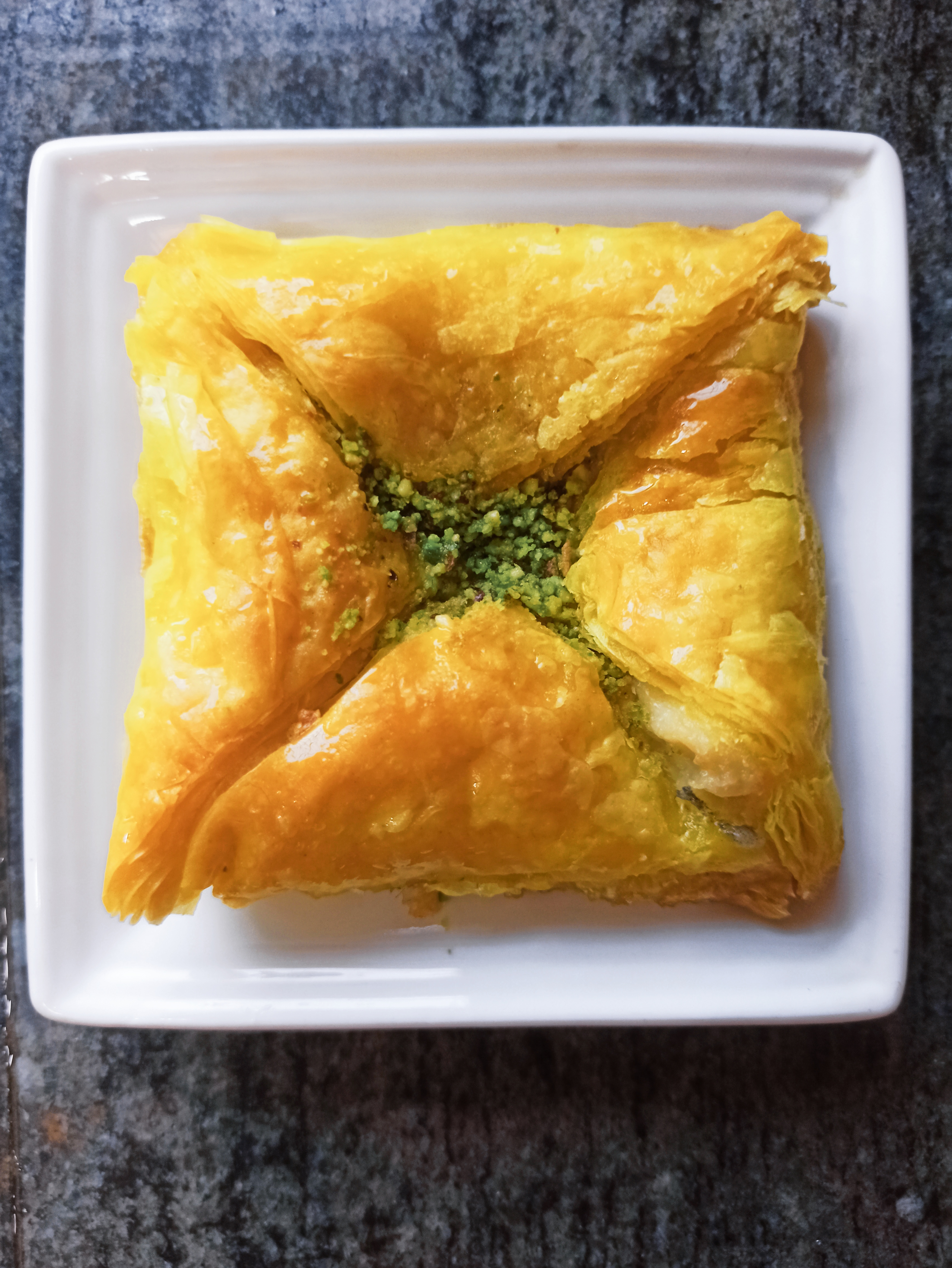
كلاج مُزيّن بالفستق الحلبي ومحشوّ بالقشطة

الكلاّج بتشديد اللام أو جلاش كما ينطقها المصريون، أو التلاج هي أكلة تشتهر بها سوريا و الأردن و فلسطين ومنطقة بلاد الشام ومصر عامةً، وتتكون من رقائق عجين توضع فيها حشوة، مثل اللحم المفروم، ومن ثم تقلى بالزيت الحار.

## المعلومات الغذائية
يحضر الكلاج باستخدام عجينة الفيلو، الحليب، السميد، السكر، دقيق الذرة، ماء زهر، ماء ورد، مستكة وزيت للقلي. تحتوي كل قطعة الكلاج (60غ تقريباً) بحسب موقع شهية، على المعلومات الغذائية التالية:
- السعرات الحرارية: 168
- الدهون: 2
- الدهون المشبعة: 1
- الكوليسترول: 5
- الكاربوهيدرات: 35
- البروتينات: 4

## كلاج بالقشطة

### المقادير
للقطر:
- 420 غ (2 كوب) سكر
- 375 مل (½1 كوب) ماء
- 1 ملعقة طعام عصير ليمونللكلاج:

للكلاج:
- 4 رقائق عجينة الكلاّج
- 400 غ قشطة بقرية مغلية
- 1 ل (4 أكواب) حليب
- 1 ملعقة صغيرة ماء الزهر
- 2 ملعقة طعام فستق مبشور

### طريقة التحضير
للقطر:
1. نقوم بغلي السكر والماء ونحرك حتى يذوب السكر، نضيف عصير الليمون ونحرك ثم نتابع الغلي لمدة 2 دقيقة.

للكلاج:

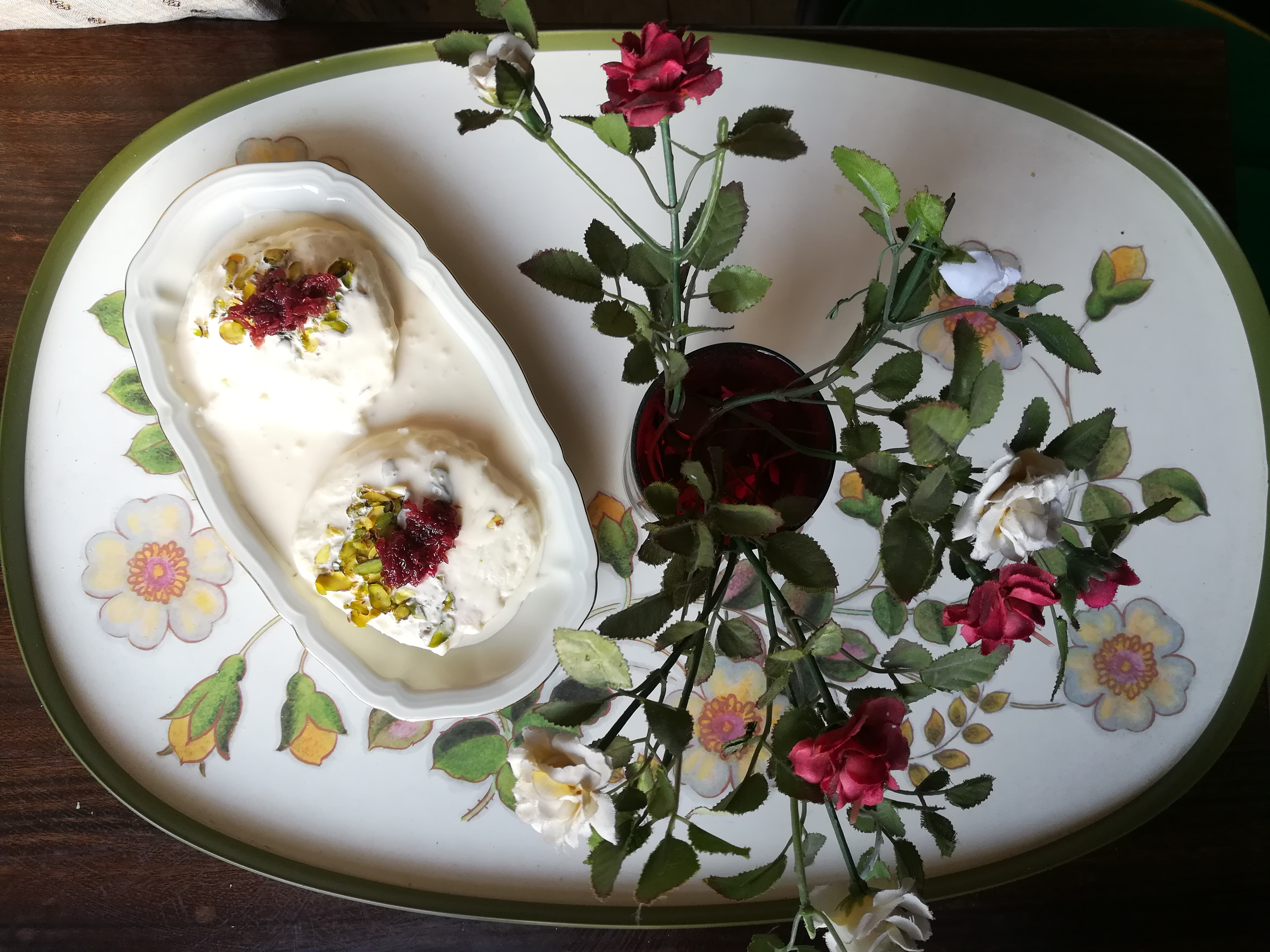
كلاج شامي بالقشطة

1. نسخن الحليب في طنجرة حتى يصبح فاتراً.
2. نطوي كل رقاقة نصفين ثم نعود ونطويها نصفين مرة أخرى حتى تصبح 4 أرباع.
3. نضع الحليب في وعاء ونضيف له الماء زهر ونحرك.
4. نأخذ ربعين من أرباع العجين ونغمسها في الحليب مدة 10 ثواني ثم نخرجها.
5. نأخذ مقدار ملعقتين من القشدة ونضعه في مركز العجينة ثم نرد جوانب العجينة إلى الداخل ونحرص على تغطية القشطة بالكامل.
6. نقلب الكلاج رأساً على عقب ونضعه في طبق تقديم.
7. نكرر ذات الخطوات مع كل رقائق العجين ثم نضيف لها القليل من الحليب وذلك منعاً من الالتصاق.
8. نزين الكلاج بالفستق المبشور ونرش القطر حسب الرغبة.[3]